# Diane Hegarty
Diane Hegarty (Chicago, 10 de julio de 1942-23 de julio de 2022) fue una líder religiosa.

## Biografía
Hegarty administró la Iglesia de Satán, escribió y editó parte de la Biblia satánica, los rituales satánicos, los libros The Satanic Witch y The Devil's Notebook. Ella ejerció la mayor parte de las relaciones con los miembros administrativos de la Iglesia de Satán. Su hija Zeena Schreck estaba en la mira de los medios a los tres años de edad, debido a su bautismo satánico; Hegarty defendió a la Iglesia de Satán en contra de acusaciones de abusos en los rituales satánicos como representante público y Suma Sacerdotisa entre 1985 a 1990. Durante la década de 1980, estos ritos desataron pánico.
Su hija Schreck renunció  en 1990 a la Iglesia de Satán, también al satanismo laveyano para entrar al Templo de Set. Más tarde optó seguir su propio camino espiritual. También ha cesado todo contacto con su familia.